# Африканский карликовый сокол
Африканский карликовый сокол (лат. Polihierax semitorquatus) — вид птиц из семейства соколиных (Falconidae), обитающий в Африке. Учёные относят его к монотипичному роду малых соколов (Polihierax).

## Описание
Африканский карликовый сокол — самая маленькая хищная птица Африки. Длина взрослой особи составляет 19—24 см, а масса варьирует от 54 до 76 г; средний размах крыльев — 37 см.
У африканских карликовых соколов лоб, щёки, грудь и брюхо белого цвета. Верхняя часть тела у самок каштанового цвета, а у самцов — серого. Задняя часть шеи с белыми пятнами. Хвост чёрный с белыми пятнами и кончиками. Глаза карие, ноги светло-оранжевые, клюв серый с оранжевым основанием.

## Биология
Селятся в засушливых районах среди зарослей колючих кустарников. Ведут одиночный образ жизни, могут объединяться в небольшие группы до 4 особей.
Полет низкий и волнообразный. По размеру, рисунку и привычке сидеть вертикально на открытой ветке или верхушке дерева этот вид напоминает некоторых сорокопутов. Его призыв — пронзительный «кики-кик», повторяющийся «чип-чип» или «кик-кик-кик-кик».
Африканские карликовые соколы представляют собой один из редких документированных случаев внутривидового убийства для приобретения нового партнера и территории.

### Питание
Питаются в основном крупными насекомыми (жуки, кузнечики и др.) и мелкими ящерицами (агамы, сцинки);  мелкими грызунами и иногда мелкими птицами (в том числе ткачами и их птенцами). Наиболее многочисленная добыча — насекомые, но ящерицы более важны по массе, особенно при выкармливании детенышей.

### Размножение
В Кении африканский карликовый сокол гнездится в гнездах белоголовых скворцовых ткачей, их ареалы совпадают. В Южной Африке он встречается около гнезд чёрных буйволовых ткачей, но преимущественно гнездятся в пустых гнёздах обыкновенных общественных ткачей, которые являются большими и многоярусными, даже если у последних всё ещё есть активная колония в этом месте гнездования. Несмотря на то, что африканский карликовый сокол питается птицами и крупнее обыкновенных общественных ткачей, он в основном оставляет последних в покое, хотя иногда всё же ловит и ест птенцов и даже взрослых особей.

### Совместное размножение
Территории африканских карликовых соколов иногда заселяются группами, где более двух взрослых особей живут вместе и присматривают за птенцами. Существует четыре возможных причины такого поведения: защита, кооперативная полиандрия, замедленное распространение потомства и кооперация, а также терморегуляция (тепло). Подтверждением последнего является то, что зимой африканские карликовые соколы гнездятся дальше внутри гнезда общительных ткачей, где есть лучшая изоляция.

## Классификация и распространение
Выделяют 2 подвида, каждый на своём изолированном участке африканского континента:
- Polihierax semitorquatus castanonotus (Heuglin, 1860) — Восточная Африка: Кения, Сомали, Судан, Танзания, Уганда, Эфиопия, Южный Судан;
- Polihierax semitorquatus semitorquatus (A. Smith, 1836) — Южная Африка: Ангола, Ботсвана, ДР Конго, Намибия, ЮАР.

МСОП присвоил таксону охранный статус «Виды, вызывающие наименьшие опасения» (LC).